# Stammliste des Adelsgeschlechts Zrinski
Dies ist die Stammliste des kroatisch-ungarischen Adelsgeschlechts Zrinski, das im Kroatien in Personalunion mit Ungarn im Zeitraum von 1347 bis 1703 machtvoll und einflussreich war.
1. Paul II. (kroat. Pavao II.) Šubić von Bribir († Juli 1346), Fürst von Trogir und Ostrovica, ⚭ Elisabeth (Elizabeta) von Frankopan († nach 1347)
  1. Georg I. (Juraj I.) von Zrin (auch Georg III. Šubić von Bribir; † 1361) – König Ludwig der Große verlieh ihm am 31. Juli 1347 das Schloss Zrin als Ersatz für Ostrovica bei Bribir
    1. Elisabeth I. (Elizabeta I.), ⚭ Fürst Thomas von Corbavia (Tomislav Krbavski)
    2. Paul I. (Pavao I.; * 1357; † 1414 in Zagreb), ⚭ I) unbekannt, ⚭ II) Elisabeth
      1. [1. Ehe] Peter I. (Petar I.; * um 1408; † 1440)
        1. Heinrich/Emmerich (Mirko; * 1423; † 1435)
        2. Paul II. (Pavao II.; * um 1429; † 1449), ⚭ Katharina (Katarina)
        3. Georg II. (Juraj II.; * um 1435; † 1480)
          1. Nikolaus II. (Nikola II.; * 1451)

        4. Katharina I.
        5. Klara
        6. Margarethe II. (Margareta II.; * 1442; † 1488)
        7. Ilka (* 1442; † 1488)
        8. Martin
        9. Peter II. (Petar II.; * um 1435; † 9. September 1493 in Udbina (Schlacht auf dem Krbava-Feld)), ⚭ I) Fürstin Helene Babonić von Blagaj (benannt nach dem Schloss Blagaj-Grad, östlich von Bosanski Novi), (Jelena Babonić Blagajska), ⚭ II) unbekannt
          1. [1. Ehe] Paul III. (Pavao III.) (* um 1465; † 9. September 1493 in Udbina (Schlacht auf dem Krbava-Feld)), ⚭ I): Dorothea Berislavić von Grabarje (nach der Ortschaft Grabarje in Slawonien, östlich von Požega), (Doroteja Berislavić Grabarska), Tochter von Martin Berislavić Grabarski
            1. Michael (Mihajlo; † 29. August 1526 in der Schlacht bei Mohács)

          2. Helene (Jelena), ⚭ Johannes Karlović „Torquatus“ (Ivan Karlović), Fürst von Krbava/Corbavien, Ban von Kroatien († 1531), letzter Spross des Adelsgeschlechts Kurjakovići, einer Linie des alten kroatischen Stammes der Gusić
          3. Margarethe
          4. Bernard
          5. [2. Ehe] Nikolaus III. (Nikola III.; * 1489; † 1534 in Zrin), ⚭ 1509 Fürstin Helene Karlović von Krbava (Jelena Karlović Krbavska), Schwester des Ban Johannes Karlović
            1. Helene († 1573), ⚭ 1527 Franz Tahy (Franjo Tahy)
            2. Margarethe III., ⚭ Johann Alapy (Ivan Alapić)
            3. Johann I. (Ivan I.; † 1541 in Vinodol)
            4. Georg III. (Juraj III.; * 1528; † 1547)
            5. Nikolaus IV. (Nikola IV.) genannt „von Szigetvár“ (Sigetski), Ban von Kroatien, (* 1508; † 7. September 1566 bei der Belagerung von Szigetvár), 1554 Graf, ⚭ 1543 I) Fürstin Katharina Frankopan († 1561), ⚭ II) 21. September 1564 Gräfin Eva von Rosenberg (* 12. April 1537; † August 1591)
              1. [1. Ehe] Johann II. (Ivan II.; * 14. September 1545)
              2. Helene (Jelena; * 11. Dezember 1546; † 1585)
              3. Katharina II. (* 30. April 1548; † 26. April 1585)
              4. Georg IV. (Juraj IV.) (* 13. April 1549; † 4. Mai 1603 in Vép bei Szombáthely, Ungarn), königlich-ungarischer Tavernicus (Schatzmeister), ⚭ I) Gräfin Anna d’Arco († 1570), ⚭ II) Gräfin Sophia von Stubenberg
                1. [1. Ehe] Nikolaus VI. (Nikola VI.; * um 1570 in Čakovec; † 24. März 1625 ebenda), ⚭ Gräfin Anna Nádasdy (* 1585)
                2. [2. Ehe] Georg V. (Juraj V.; * 31. Januar 1599 in Čakovec; † 28. Dezember 1626 in Pressburg), Ban von Kroatien, ⚭ Gräfin Magdalena Széchy
                  1. Nikolaus VII. (Nikola VII.), genannt „von Čakovec“ (* 1. Mai 1620 in Čakovec; † 18. November 1664 in Kuršanec bei Čakovec), Ban von Kroatien, ⚭ I) 11. Februar 1646 Gräfin Maria Eusebia Drašković von Trakošćan (Marija Euzebija Drašković Trakošćanska; † 1650), ⚭ II) 30. April 1652 Baronin Maria Sophia Löbl (Marija Sofija Löbl; † 1676), Tochter von Hans Christoph Freiherr von Löbl, Hofkriegsratspräsident, Kriegsminister von 1630 bis 1632 und Militärkommandant von Wien.
                    1. [2. Ehe] Maria Theresia Barbara (Marija Terezija Barbara; * 1655; † 1658)
                    2. Maria Katharina (Marija Katarina; * 1656), Nonne
                    3. Isaak (Izak; * 1658; † 1659)
                    4. Adam (* 24. Dezember 1662 in Wien; † 19. August 1691 in der Schlacht bei Slankamen), ⚭ 1684 Gräfin Maria Katharina Lamberg (Marija Katarina Lamberg)

                  2. Peter IV. (Petar IV.; * 6. Juni 1621 in Vrbovec; † 30. April 1671 hingerichtet in Wiener Neustadt), Ban von Kroatien, ⚭ 1643: Fürstin Anna Katharina Frankopan (Ana Katarina Frankopan; * 1625 in Bosiljevo; † 16. November 1673 in Graz in Gefangenschaft)
                    1. Helene (Jelena; * 1643 in Ozalj; † 18. Februar 1703 in Nikomedia), ⚭ I) Franz I. Rákóczi (kroat. Franjo, ungar. Ferenc; * 24. Februar 1645; † 8. Juli 1676), Fürst von Siebenbürgen, ⚭ II) 1682 Emmerich Thököly (kroat. Mirko, ungar. Imre), Fürst von Siebenbürgen (* 25. September 1657 in Käsmark; † 13. September 1705 in Nikomedia)
                    2. Johann IV. Anton Balthasar (Ivan IV. Antun Baltazar; * 1651 in Ozalj?; † 11. November 1703 in Graz im Gefängnis), letzter männlicher Spross des Adelsgeschlechts Zrinski
                    3. Judith Petronela (Judita Petronela; * 1652 in Ozalj; † 1699 in Zagreb), Nonne (Klarisse)
                    4. Aurora Veronika (Zora Veronika; * 1658 in Ozalj; † 1735 in Klagenfurt), Nonne (Ursuline)

                3. [2. Ehe] Barbara
                4. [2. Ehe] Elisabeth II. (Elizabeta II.), ⚭ Thomas Erdödy (Toma Bakač-Erdödy)
                5. [2. Ehe] Susanne (Suzana), ⚭ I) Albert Lenković, ⚭ II) Nikolaus Graf Nádasdy (Nikola Nadasdy)

              5. [1. Ehe] Dorothea (Doroteja; * 1550; † 1617), ⚭ 30. Januar 1566: Balthasar Batthyány (Baltazar Baćan; † 1590)
              6. Christoph (Krsto; * 1551; † 1573)
              7. Ursula (Uršula; * 21. August 1552; † 12. Februar 1593), ⚭ I) Johann (kroat. Ivan, ungar. János) Perényi, ⚭ II) 1570 Nikolaus Graf Bánffy von Unter-Limbach (Nikola Banić [/Banfi] Donjolendavski; * 1547)
              8. Barbara (* 1554), ⚭ 17. Januar 1569 Alexius Baron Thurzo von Bethelsdorf (kroat. Aljoša (Aleksej) Thurzo od Betlanovaca, ungar. Bethlenfalvi Thurzó Elek; † 5. März 1594)
              9. Margarethe IV. (* 1555; † 1588), ⚭ 9. Januar 1569 Nikolaus Drugeth de Homonna (* 1538; † 30. August 1580)
              10. Anna II. (* 1557; † jung)
              11. Wolf (Vuk; * 1558; † jung)
              12. Nikolaus V. (Nikola V.; * 19. Februar 1559; † 1605)
              13. Magdalena (* 1561; † 1606), ⚭ I) 19. Januar 1584 Stephan Telekessy (kroat. Stjepan Telekessy, ungar. István Telekessy), ⚭ II) Johann Jacob Graf von Thurn und Valsassina (Ivan Jakov od Thurna i Valsassine; † 1597)
              14. [2. Ehe] Johann III. (Ivan III.; * 1565; † 24. Februar 1612 in Hohenfurt; heute: Vyšší Brod), ⚭ 7. November 1600 Gräfin Marie Magdalena von Kolowrat (Marija Magdalena Kolovrat)

            6. Peter III. (Petar III.; † 1547 in Wien)

      2. [2. Ehe] Nikolaus I. (Nikola I.; † 1439)
      3. Anna I. (* um 1410)
      4. Margarethe I. (* um 1410)